# 比翁博區
比翁博區（葡萄牙語：Biombo）是畿內亞比紹的一個行政區，下設3縣，該區北臨卡謝烏區，東北面是奧約區，東接比紹區，總面積840平方公里，2004年人口63,835。首府基尼亚梅尔。